# 斯洛博然斯凯 (洛佐瓦区)
48°52′20″N 36°22′17″E / 48.87222°N 36.37139°E
斯洛博然斯凱（烏克蘭語：Слобожанське）是位於烏克蘭東部的村莊，由哈爾科夫州洛佐瓦區的布利茲紐基市鎮負責管轄。該村始建於1924年，面積0.37平方公里，海拔高度163米，2001年人口293，人口密度每平方公里791.9人。